# Телейкен (Ош)
Телейкен (кирг. Төлөйкөн) — село в Кыргызстане, административно подчинённое администрации города республиканского значения Ош.

## География
Село расположено в юго-западной части республики, на левом берегу реки Ак-Буура, у южной окраины города Ош. Абсолютная высота — 1112 метров над уровнем моря.

## Население
Согласно оценочным данным Национального статистического комитета Кыргызской Республики, численность населения села на начало 2023 года составляла 3461 человек.
| год     | 2014 | 2015 | 2020 | 2021 | 2023 |
| ------- | ---- | ---- | ---- | ---- | ---- |
| человек | 2873 | 2916 | 3421 | 3378 | 3461 |